# Дискографія The Mars Volta
Дискографія американського рок-гурту The Mars Volta, який виконував прогресивний рок з елементами ембієнту та психоделіки, налічує шість студійних альбомів, два концертних альбоми, два міні-альбоми, а також десять синглів.
Колектив заснували 2001 року двоє музикантів-мультиінструменталістів — Омар Родрігес-Лопес (гітара, продюсування, мікшування) і Седрік Бікслер-Завала (вокал, лірика, клавішні). Склад неодноразово змінювався, і до кінця 2012 року в ньому залишилися лише музиканти-засновники. 2013 року, через творчі розбіжності, гурт припинив існування за згодою учасників.
Дебютний студійний альбом De-Loused in the Comatorium був записаний після гастролей колективу на розігріві в Red Hot Chili Peppers і вийшов 24 червня 2003 року під егідою незалежного лейблу Gold Standard Laboratories за підтримки Ріка Рубіна. Платівка принесла гурту широку популярність і отримала позитивні відгуки критиків, які відзначали оригінальну структуру побудови композицій і концептуальність. 2005 рік став важливим для творчості гурту. 14 березня The Mars Volta випустили «The Widow» — найбільш успішний сингл за всю історію колективу. Він посів 20-те і 95-те місця в британському і американському національних чартах відповідно і його широко крутили по радіо. Згодом «The Widow» увійшов до другого студійного альбому Frances the Mute, який став найбільш комерційно успішним в історії гурту, а також отримав статус золотого в США. Трохи пізніше вийшли два концертних альбоми: Live At The Electric Ballroom та Scabdates. Останній увійшов до списку найкращих альбомів з живими виступами за версією журналу New Musical Express. 7 вересня 2006 року вийшла третя студійна робота — Amputechture, яку прохолодно сприйняли критики і фанати, на відміну від The Bedlam in Goliath — четвертого студійного альбому, який дебютував на 3-й позиції чарту Billboard 200. Перший сингл «Wax Simulacra» з цього альбому отримав «Греммі» за найкраще хард-рок виконання. 23 червня 2009 року команда випустила п'ятий студійний альбом Octahedron під егідою Warner Bros. Records., включений журналом PopMatters в список найкращих дисків прогресивного року 2000-х років. Остання студійна робота, Noctourniquet, вийшла 26 березня 2012 року. Після концертного туру на підтримку The Mars Volta оголосили про свій розпад.

## Студійні альбоми
| 2003                                                                          | De-Loused in the Comatorium - Вихід: 24 червня - Лейбл: Gold Standard Laboratories, Strummer, Universal Records - Формати: LP, CD | 47 | —  | —  | 43 | 47 | —  | —  | 74 | —  | —  | —  | 39 | —  | —  | —  | —  | CA: Золотий GB: Срібний |
| 2005                                                                          | Frances the Mute - Вихід: 1 березня - Лейбл: Gold Standard Laboratories, Strummer, Universal Records - Формати: LP, CD            | 9  | 43 | 13 | 23 | 23 | 80 | 18 | 6  | 34 | 21 | 1  | 4  | 14 | 21 | 81 | 12 | США: Золотий            |
| 2006                                                                          | Amputechture - Вихід: 8 вересня - Лейбл: Gold Standard Laboratories, Strummer, Universal Records - Формати: LP, CD                | 6  | —  | 39 | 49 | 49 | —  | 68 | —  | 54 | 16 | 12 | 9  | 18 | 16 | 88 | 27 |                         |
| 2008                                                                          | The Bedlam in Goliath - Вихід: 29 січня - Лейбл: Universal Records - Формати: LP, CD, СШАВ                                        | 3  | 46 | 35 | 42 | 29 | 58 | 57 | 6  | 42 | 13 | 10 | 3  | 9  | 13 | 57 | 32 |                         |
| 2009                                                                          | Octahedron - Вихід: 23 червня - Лейбл: Warner Bros. Records, Rodriguez-Lopez Productions - Формати: LP, CD                        | 41 | —  | 78 | 64 | —  | —  | —  | 16 | —  | 33 | 20 | 12 | 27 | 33 | 54 | 51 |                         |
| 2012                                                                          | Noctourniquet - Вихід: 27 березня - Лейбл: Warner Bros. Records, Rodriguez-Lopez Productions - Формати: LP, CD                    | 18 | 66 | 90 | 51 | 58 | 83 | 85 | —  | 61 | 25 | 34 | 15 | 23 | 25 | 47 | —  |                         |
| Знак «—» означає, що альбом не потрапив до чарту або не виходив у цій країні. | |    |    |    |    |    |    |    |    |    |    |    |    |    |    |    |    |                         |

## Концертні альбоми
| Рік  | Альбом                                                                                  | Найвищі місця в чартах |
| Рік  | Альбом                                                                                  | США                    |
| ---- | --------------------------------------------------------------------------------------- | ---------------------- |
| 2005 | Scabdates - Вихід: 8 листопада - Лейбл: Gold Standard Laboratories - Формати: LP, CD    | 76                     |
| 2005 | Live At Electric Ballroom - Вихід: 10 травня - Лейбл: Universal Records - Формати: 2×LP | —                      |

## Міні-альбоми
| Рік  | Подробиці                                                                                                 |
| ---- | --- |
| 2002 | Tremulant - Вихід: 2 квітня - Лейбл: Gold Standard Laboratories - Формати: LP, CD                         |
| 2003 | Live - Вихід: 1 червня - Лейбл: Gold Standard Laboratories, Strummer, Universal Records - Формати: LP, CD |

## Сингли
| Рік  | Сингл                    | Найвищі місця в чартах | Найвищі місця в чартах | Найвищі місця в чартах | Найвищі місця в чартах | Найвищі місця в чартах | Альбом                      |
| Рік  | Сингл                    | ї AU                   | ВЕЛ                    | США 100                | США Hot                | США Alt.               | Альбом                      |
| ---- | ------------------------ | ---------------------- | ---------------------- | ---------------------- | ---------------------- | ---------------------- | --------------------------- |
| 2003 | «Inertiatic ESP»         | —                      | 42                     | —                      | —                      | —                      | De-Loused in the Comatorium |
| 2004 | «Televators» The Widow   | 64                     | 41                     | —                      | —                      | —                      | De-Loused in the Comatorium |
| 2005 | «The Widow»              | —                      | 20                     | 95                     | 25                     | 7                      | Frances the Mute            |
| 2005 | «L’Via L’Viaquez»        | —                      | 53                     | —                      | —                      | —                      | Frances the Mute            |
| 2006 | «Viscera Eyes»           | —                      | —                      | —                      | —                      | —                      | Amputechture                |
| 2007 | «Wax Simulacra»          | —                      | —                      | —                      | —                      | —                      | The Bedlam in Goliath       |
| 2008 | «Goliath»                | —                      | —                      | —                      | —                      | —                      | The Bedlam in Goliath       |
| 2009 | «Cotopaxi»               | —                      | —                      | —                      | —                      | —                      | Octahedron                  |
| 2009 | «Since We’ve Been Wrong» | —                      | —                      | —                      | —                      | —                      | Octahedron                  |
| 2012 | «The Malkin Jewel»       | —                      | —                      | —                      | —                      | —                      | Noctourniquet               |
| 2012 | «Zed and Two Naughts»    | —                      | —                      | —                      | —                      | —                      | Noctourniquet               |

1. ↑  До синглу також пропонувалася платівка з промовідеоальбомом, який містив кліпи гурту.

## Відеокліпи
| Рік  | Відео                           | Режисер                      |
| ---- | ------------------------------- | ---------------------------- |
| 2003 | «Son et Lumière/Inertiatic ESP» | Омар Альфредо Родрігес-Лопес |
| 2004 | «Televators»                    | The Saline Project           |
| 2005 | «The Widow»                     | Jim Agnew & Simon Chan       |
| 2005 | «L’Via L’Viaquez»               | Омар Альфредо Родрігес-Лопес |
| 2007 | «Wax Simulacra»                 | Хорхе Ернандес               |
| 2008 | «Aberinkula»                    | Омар Альфредо Родрігес-Лопес |
| 2008 | «Goliath»                       | Омар Альфредо Родрігес-Лопес |
| 2008 | «Askepios»                      | Омар Альфредо Родрігес-Лопес |
| 2008 | «Ilyena»                        | Омар Альфредо Родрігес-Лопес |
| 2009 | «Cotopaxi»                      | Омар Альфредо Родрігес-Лопес |
| 2009 | «Since We’ve Been Wrong»        | Омар Альфредо Родрігес-Лопес |

## Промовидання
| Рік  | Назва                                                               |
| ---- | ------------------------------------------------------------------- |
| 2008 | Candy And A Currant Bun - Лейбл: Universal Records - Формати: CD+LP |